# Sticksjön, Södermanland
Sticksjön är en sjö i Gnesta kommun i Södermanland och ingår i Svärtaåns huvudavrinningsområde. Sjön är 10 meter djup, har en yta på 0,192 kvadratkilometer och befinner sig 34,2 meter över havet.

## Delavrinningsområde
Sticksjön ingår i det delavrinningsområde (653975-158228) som SMHI kallar för Utloppet av Sticksjön. Medelhöjden är 46 meter över havet och ytan är 1,37 kvadratkilometer. Räknas de 3 avrinningsområdena uppströms in blir den ackumulerade arean 9,55 kvadratkilometer. Vattendraget som avvattnar avrinningsområdet har biflödesordning 2, vilket innebär att vattnet flödar genom totalt 2 vattendrag innan det når havet efter 36 kilometer. Avrinningsområdet består mestadels av skog (82 procent). Avrinningsområdet har 0,18 kvadratkilometer vattenytor vilket ger det en sjöprocent på 13,2 procent.